# ライヒェンバッハ・アン・デア・フィルス
ライヒェンバッハ・アン・デア・フィルス (ドイツ語: Reichenbach an der Fils) は、ドイツ連邦共和国バーデン＝ヴュルテンベルク州シュトゥットガルト行政管区のエスリンゲン郡に属す町村（以下、本項では便宜上「町」と記述する）である。この町はシュトゥットガルト地方（1992年まではミッテレラー・ネッカー地方）およびシュトゥットガルト大都市圏に属す。

## 地理

### 位置
ライヒェンバッハ・アン・デア・フィルスの町は、郡庁所在地のエスリンゲンの東北東約 12 km（直線距離）に位置している。州都シュトゥットガルトは同じ方角に約 25 km の距離にある。この町は、西向きに流れるフィルス川の畔にある。町内で北からライヒェンバッハ川と北西からリュッツェルバッハ川が合流し、その後南東からタールバッハ川が注いでいる。町域は主に川の右岸に位置しており、北部はシュールヴァルトの山麓部およびヴェルツハイムの森に含まれる。川沿いの南側の小さな部分はシュヴェービシェ・アルプの前山部である。最低地点はフィルス川が町域から離れる箇所の海抜約 253 m、最高地点は北東部のヴァルトクッペ・プロプストの海抜 446 m である。

### 自治体の構成
自治体ライヒェンバッハ・アン・デア・フィルスには、ライヒェンバッハの他に地区は内。町域内にはボルンハウゼンまたはベルンハウゼン、ゲロルツヴァイラーまたはゲレンスヴァイラー、クノレンホーフの集落がある。

### 隣接する市町村
ライヒェンバッハ・アン・デア・フィルスは以下の市町村と境を接している。南のホーホドルフ、西のプロヒンゲン、北西のバルトマンスヴァイラー、北東のリヒテンヴァルト（以上、いずれもこの町と同じエスリンゲン郡に属す）、および東のエーバースバッハ・アン・デア・フィルス（ゲッピンゲン郡）である。

### 土地利用
2020年現在のこの町の用途別土地面積および占有率は以下の通りである。
| 用途         | 面積 (ha) | 占有率 (%) |
| ------------ | --------- | ---------- |
| 住宅用地     | 92        | 12.3       |
| 商工業用地   | 38        | 5.1        |
| レジャー用地 | 18        | 2.4        |
| 交通用地     | 70        | 9.4        |
| 農業用地     | 137       | 18.4       |
| 森林         | 346       | 46.6       |
| 水域         | 12        | 1.7        |
| その他       | 30        | 4.0        |
| 合計         | 743       | 100.0      |

## 歴史

### 石器時代から中世まで
フィルスタールの高台に石器時代中期（紀元前12000年から紀元前5000年）の人の痕跡が発見されている、ジーゲンホーフの北の土地からも見つかっている。
ライヒェンバッハ・アン・デア・フィルスは1268年の文書に初めて記録されている。多くの集落と同じように、建設された精確な年は歴史の闇の中である。しかし集落の成立時期は、地名と周辺との皮革によって推測することができる。それは9世紀から11世紀の間とされている。ライヒェンバッハはシュヴァーベン公領の村であった。ともに地元の国民学校の教員であったヴィルヘルム・ベーリンゲーとグスタフ・ヴォールボルトは州や教会の古文書を調査し、2人の貴婦人の争いに関連して、Marquardus plebanus de Richenbach という記述があることを発見した。この Leutpriester Marquard は1268年の文書に立会人として記述されていた。
地名は豊かさとは関係がない（訳注: reich はドイツで「裕福な」という意味である）。名前の由来は、おそらくこの町を流れる川である。同名の町との混乱を避けるために、1906年に「ライヒェンバッハ・アン・デア・フィルス」という名称が採用された。まずシュタウフェン家、その後テック公の下を経て13世紀末にヴュルテンベルク家の支配下に置かれた。テック公ヘルマン1世が1299年にライヒェンバッハの所有権と領主権をすべてヴュルテンベルク家に移譲したのである。

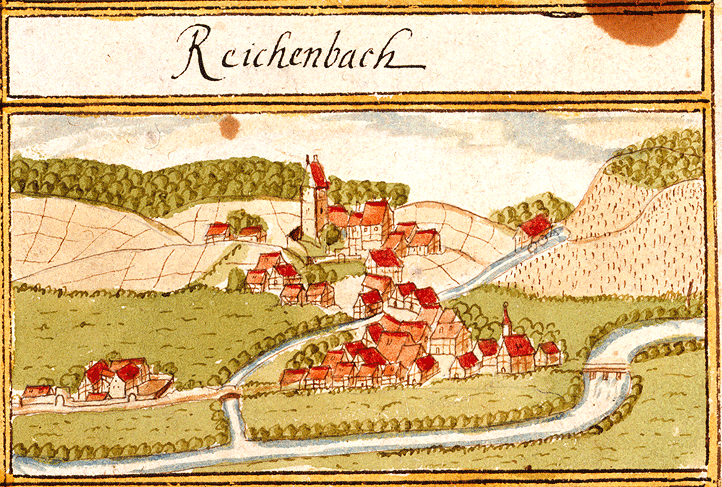
ライヒェンバッハ・アン・デア・フィルス（1685年）

### 近世の発展
福音主義信者のウルリヒ公が「Cuius regio, eius religio」（領主の信仰がその領邦の信仰となる）の原則にしたがってヴュルテンベルクを（したがってライヒェンバッハも）1534年に福音主義化した。元々ライヒェンバッハはキルヒハイムのアムト（地方行政区画）に属していたが、1485年からゲッピンゲンのアムトに属していた。この町は少しずつだが発展していった。16世紀から19世紀までの300年近い戦乱の時代に、スペイン、スウェーデン、オーストリア、そして最後にフランスの軍勢がフィルスタールを進軍し、ライヒェンバッハは繰り返し占領、略奪、戦闘といった戦争の舞台になった。ナポレオン自身は1806年にこの村を訪れた。
かつては600人にまで増加したライヒェンバッハの人口は、三十年戦争後には約50人となっていた。この町はアムト・ゲッピンゲンで最も甚大な損害を被った地域の1つであった。この酷い時代から立ち直るには180年の時間を要した。19世紀初めにやっと移住してくる人が記録されるようになった。ヴュルテンベルク公領初期の経済史においてライヒェンバッハは長らく鉱業の町として機能していた。15世紀にはすでにヴュルテンベルク伯（後の公）はアザングやリュッツェンバッハタールで銅やマンガンを採掘し、そこから染料を採取させていた。1457年にバルトマンスヴァイラー付近に石炭の坑道が造られた。砂岩の中に散発的に小さな石炭層があるだけでなく、金や銀の痕跡も見つかった。やがて6つ以上の坑道で採掘が行われた。1561年に精錬所が建設されたが、操業は何度も中断した後、1739年に採掘量が減少したため閉鎖された。

### ヴュルテンベルク王国建国後
1806年の新しい政治体制への移行により成立したヴュルテンベルク王国は、ライヒェンバッハをオーバーアムト・ゲッピンゲンに帰属したままにした。ライヒェンバッハの飛躍は工業化に伴って起こった。極めて重要であったのは、1847年に開通したフィルスタール鉄道の駅が造られたことで、これによりヴュルテンベルクの鉄道路線網や全国的な交通路に接続したことであった。1879年にハインリヒ・オットー綿紡績・織布工場ができたことでさらなる飛躍がもたらされた。

### 20世紀以降
ナチ時代のヴュルテンベルクの行政下区画により、ライヒェンバッハはエスリンゲン郡に属すこととなった。第二次世界大戦後はアメリカ管理地区のヴュルテンベルク＝バーデン州に属した。1952年のバーデン＝ヴュルテンベルク州発足に伴い、ライヒェンバッハは現在も属すこの州の一部となった。

## 住民

### 宗教
1534年にウルリヒ公が宗教改革を行って以降、ライヒェンバッハでは福音主義が主流である。ライヒェンバッハ福音主義教会は福音主義地方教会のエスリンゲン教会管区に属す。第二次世界大戦後にローマ＝カトリック教会組織も再興された。カトリックの聖ミヒャエル教会は1954年に建設され、1959年に独自の教会区を有することとなった。現在この組織は、ロッテンブルク＝シュトゥットガルト司教区エスリンゲン＝ニュルティンゲン首席司祭区のネッカー＝フィルス司牧会に属している。これに加えて、新使徒教会組織もライヒェンバッハにはある。

### 人口推移
| 年         | 1653 | 1871 | 1900  | 1925  | 1950  | 1970  | 1980  | 1990  | 1995  | 2000  | 2005  | 2010  | 2015  | 2020  |
| ---------- | ---- | ---- | ----- | ----- | ----- | ----- | ----- | ----- | ----- | ----- | ----- | ----- | ----- | ----- |
| 人口（人） | 150  | 970  | 1,481 | 2,349 | 4,517 | 8,111 | 7,261 | 7,361 | 7,424 | 8,022 | 8,029 | 7,936 | 8,236 | 8,378 |

## 行政

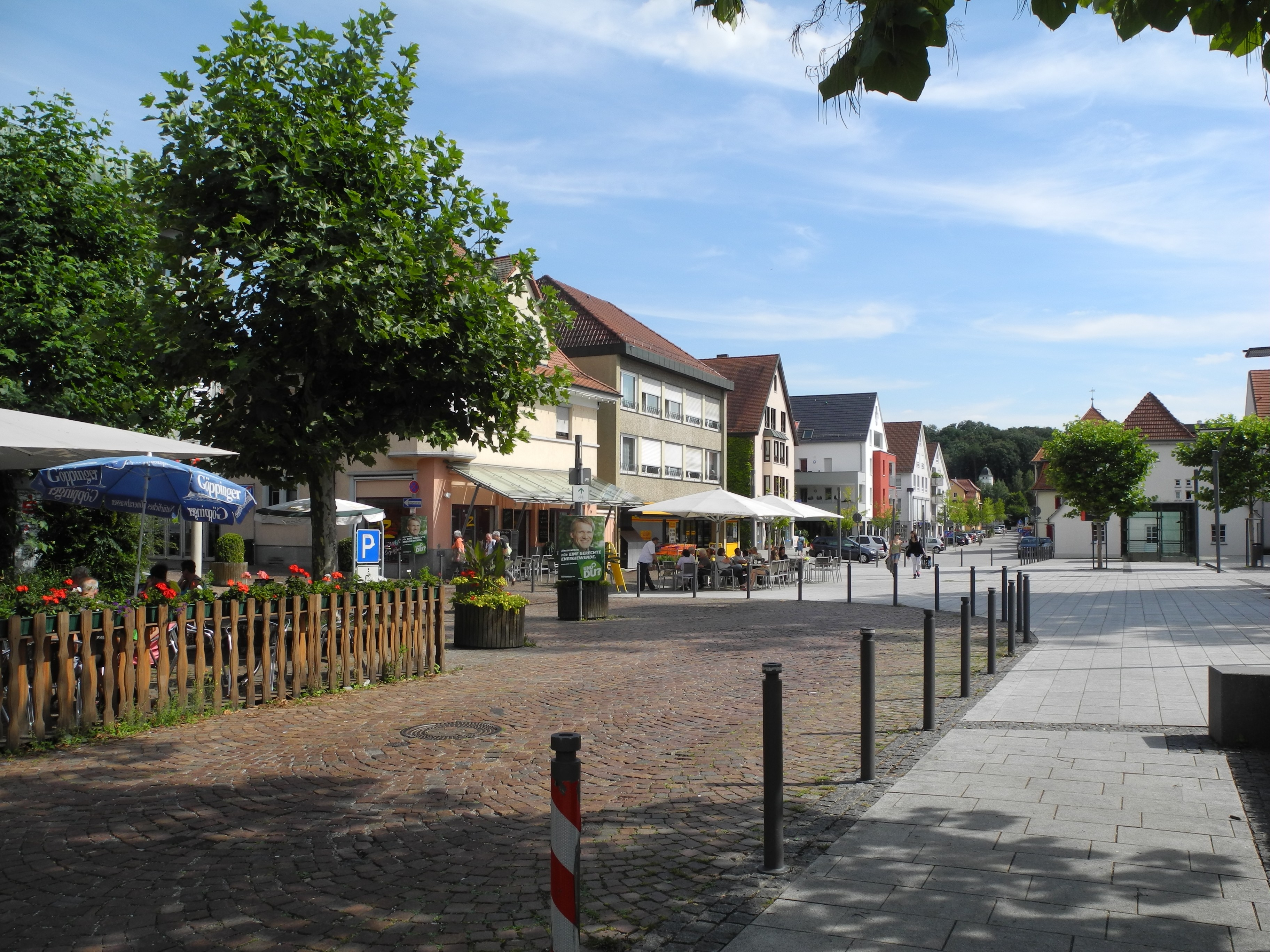
ライヒェンバッハ・アン・デア・フィルス中心部

### 議会
ライヒェンバッハの町議会は18議席からなる。議会はこれらの選出された町議会議員と議長を務める町長とで構成されている。町長は町議会において投票権を有している。

### 紋章と旗
図柄: 頂部は金地で、その中に鹿の角が横たわる。主部は赤地で、銀の犂の刃が描かれている。
古い村の紋章の最初の証拠は、ライヒェンバッハの町役場前にある1588年の紋章石である。これには、当時属していたアムト都市ゲッピンゲンの紋章とともに描かれている。紋章頂部に描かれたヴュルテンベルク領主の徴である鹿の角は、村のシンボルとして愛されてきた犂の刃と関連しており、キーザーの森林台帳によれば1685年のライヒェンバッハの境界石にフレッケン（一部の特権を認められた比較的大きな町）の徴として描かれていた。しかし1588年のものよりも古いことは疑いない。現在の紋章は、新しい町の印章に用いられていたもので、1930年から現行の彩色も用いられている。
町の旗は、赤 - 黄色である（1966年）

### 姉妹自治体
- サント＝サヴィーヌ（フランス語版、英語版）（フランス、オーブ県）[6]

## 経済と社会資本
この町は1990年代の経済的変化により大きな打撃を受けた。この10年間の初めにライヒェンバッハのオットー社が閉鎖された。トラウプ・ドレーマシーネン GmbH & Co. KG（創始者の名前にちなんだ VfB ライヒェンバッハのヘルマン＝トラウプ＝シュタディオーンで知られる）は、1997年からエスリンゲンの INDEX-ヴェルケの子会社となり、当時大量の人員整理が行われた。この他の企業には段ボール製造のザイフェルト GmbH、輸送・流通企業のクラフトフェアケール・ナーゲル・クルト・ナーゲル GmbH & Co.、電子装置製造のエレクトロスター、合成樹脂加工業者のオスカー・フォルツ GmbH、さらにいくつかの中小企業がある。

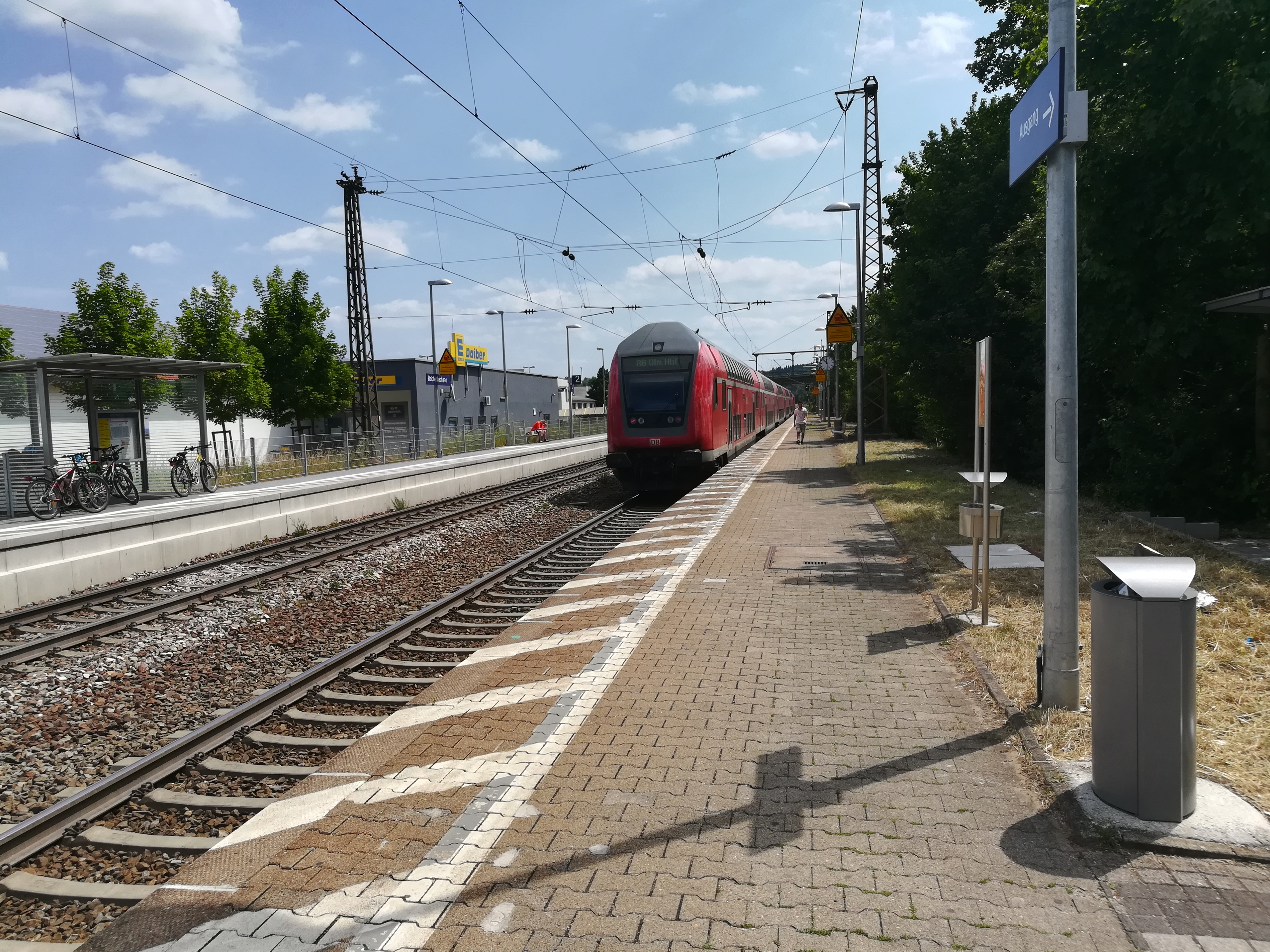
ライヒェンバッハ・アン・デア・フィルス駅

### 交通
南ドイツで最も交通量の多い道路の1つである4車線の連邦道10号線（B10号線）がランヒェンバッハを通っている。この他に、バルトマンスヴァイラーやリヒテンヴァルトを通ってレムスタールへ向かう道や、ホーホドルフやノッツィンゲンを経由してキルヒハイム・ウンター・テックへ向かう道がある。
シュトゥットガルトへは B10号線を使って自動車で約25分、シュトゥットガルト空港へも約25分で到着できる。
1847年からライヒェンバッハを鉄道が通っている。これはシュトゥットガルトからウルムへ向かう乗降客の多いフィルスタール鉄道で、ICEやTGVも走行している。ライヒェンバッハ駅は2006年秋にリノベートされた。現在この建物には、食堂があり、住宅にもなっている。朝5時から夜間1時までレギオナルバーンやレギオナルエクスプレスの列車が発着する。この他に、リヒテンヴァルトおよびショルンドルフ方面、ホーホドルフおよびキルヒハイム・ウンター・テック方面、プロヒンゲン方面にバスも運行している。重要な交通建造物としてはサント＝サヴィーヌ橋がある。これはライヒェンバッハの姉妹自治体であるフランスのサント＝サヴィーヌにちなんで命名された。この橋はファラール地区とを結び、屋外プールやスタジアムへの接続を確保している。鉄道のガードのすぐ近くに1877年に建設されたフィルス橋がある。2007年までは段ボール工場への引き込み線との小さな操車場もあった。この施設は2007年の改造工事で完全に撤去された。
ハイキングやサイクリングにはオットー＝ムンツ＝シュテークがある。この道は鉄道、フィルス街道、B10号線やフィルス川を越えて、屋外プールやスタジアムに至る。
隣接する町は、プロヒンゲン、ホーホドルフ、ホーホドルフのツィーゲルホーフ地区、エーバースバッハ・アン・デア・フィルス、リヒテンヴァルト＝ヘーゲンローエ、バルトマンスヴァイラーがある。プロヒンゲンとエーバースバッハへは鉄道で、他へはバスで行くことができる。

### 教育
ライヒェンバッハには実科学校1校と基礎課程・本課程学校リュッツェルバッハシューレがある。基礎課程学校のブルネンシューレは廃校となった。プロヒンゲンの養護学校マルクヴァルトシューレ・プロヒンゲンの分校がこの町の教育を補完している。ライヒェンバッハでは1580年に最初の学校が記録されている。16世紀と17世紀には冬の間だけ学校が開講していた。1649年から就学義務が課せられたにもかかわらず、夏の学校は、子供達は農作業を行わなければならないとする住民たちの抵抗にあっていた。熱心な教師は、夏の間少なくとも火曜日と金曜日には授業を受けるように説いていた。1735年からやっと通年での授業がなされるようになった。最初の校舎はキルヒ通りの1738年に建てられた建物であったが、現在は存在しない。町は、1825年にシュール通りに新しい学校の建物を建設した。1897年にブルネンシューレの東側半分が建設された。当時の国民学校の西側部分は1912年に建設された。1953年、ブリュールにリュッツェルバッハシューレの最初の校舎が建設された。これはこの町にとって大きな財政的課題となった。学校体育館と運動場は5年後に設けられた。実科学校の建物は1976年に建設された。ホーホドルフやリヒテンヴァルトの本課程学校や実科学校の生徒もこの教育センターで学んだ。実科学校の建物内には、22,000点以上の書籍、カセット、DVD、ビデオなどを収蔵する図書館がある。
最初の幼稚園は1844年にキルヒ通りに造られたが、通年開園となったのはおそらく19世紀末からである。農作業をするにはまだ小さすぎる児童だけが「ケンダーシューレ」に連れて行かれた。現在はライヒェンバッハに幼稚園が8園ある。ロベルト＝ショットレ幼稚園、オスカー＝フォルツ幼稚園、ジーゲンベルク幼稚園、ミヒャエリス幼稚園、シュタインエッカー幼稚園、クレルヒェン＝ザイフェルト幼稚園、森のようちえんと町役場のミニ＝キンディーである。

### スポーツ
VfB ライヒェンバッハのサッカー部門は、2022年現在クライスリーガ A でプレイしている。郡内で最も成功したのは、解散したチェス部門であった。町の最大のスポーツクラブが TV ライヒェンバッハで、以下の部門を有している: 競技体操、一般体操、児童スポーツ、健康スポーツ、陸上競技、ハンドボール、卓球、バレーボール、ファウストボール、Ballermänner。ドイツ人命救助協会ライヒェンバッハ/フィルス地方グループの救難水泳も、ジュニア（特に女子）でもシニアでも大きな成功を収めており、救難水泳のドイツチャンピオンを多く排出している。
この他に、RSV ライヒェンバッハにはマウンテンバイク、レジャースポーツ、サイクルサッカー部門がある。
ライヒェンバッハのシュッツェンギルデ e.V. は、ドイツ射撃連盟のルールに従って、リュッツェルバッハタールで射撃競技を行っている。屋内射撃場では、ライフルとピストルで、10 m、24 m、50 m の射撃を行うことができる。

## 文化と見所
文化活動では、旧ビール倉庫のホールで1983年から定期的にコンサート、キャバレー、朗読会、パーティーが開催されている。

### 建築

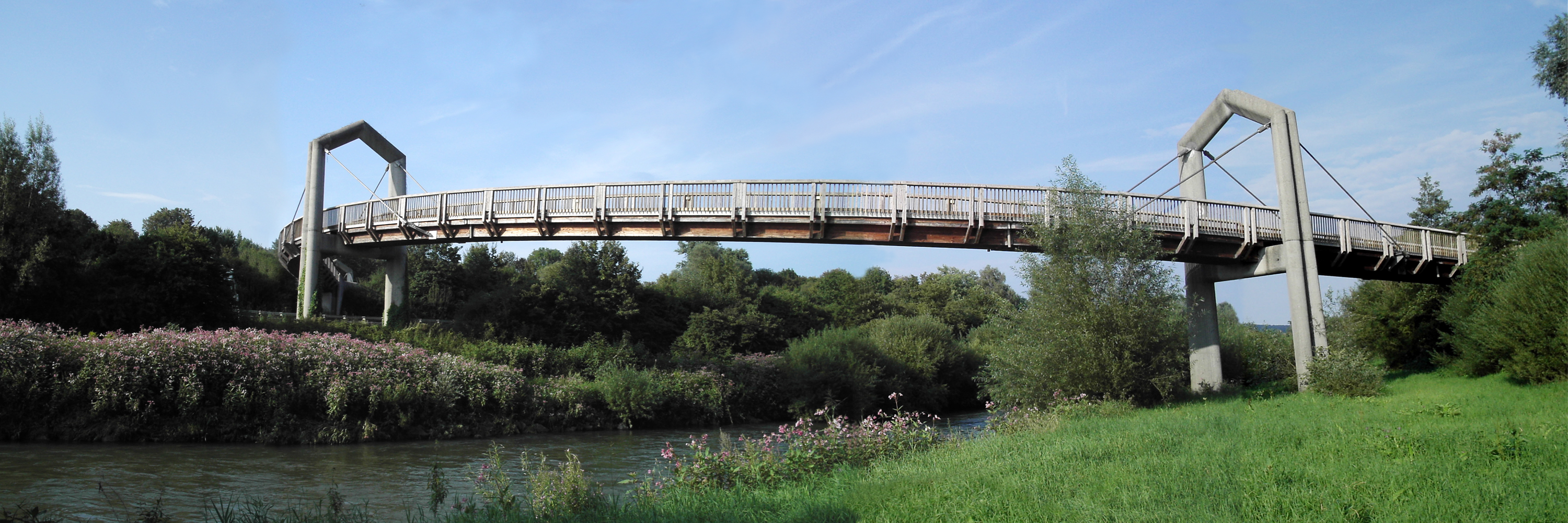
オットー＝ムンチ＝シュテーク（歩行橋）

- ブルネンガッセ
- ザンクト＝ザヴィーネ橋
- オットー＝ムンツ＝シュテーク
- ブリュールハレ
- 福音主義マウリティウス教会
- 福音主義ジーゲンベルク教会
- カトリック・ミヒャエリス教会
- 新使徒教会

### 教会

#### 福音主義マウリティウス教会

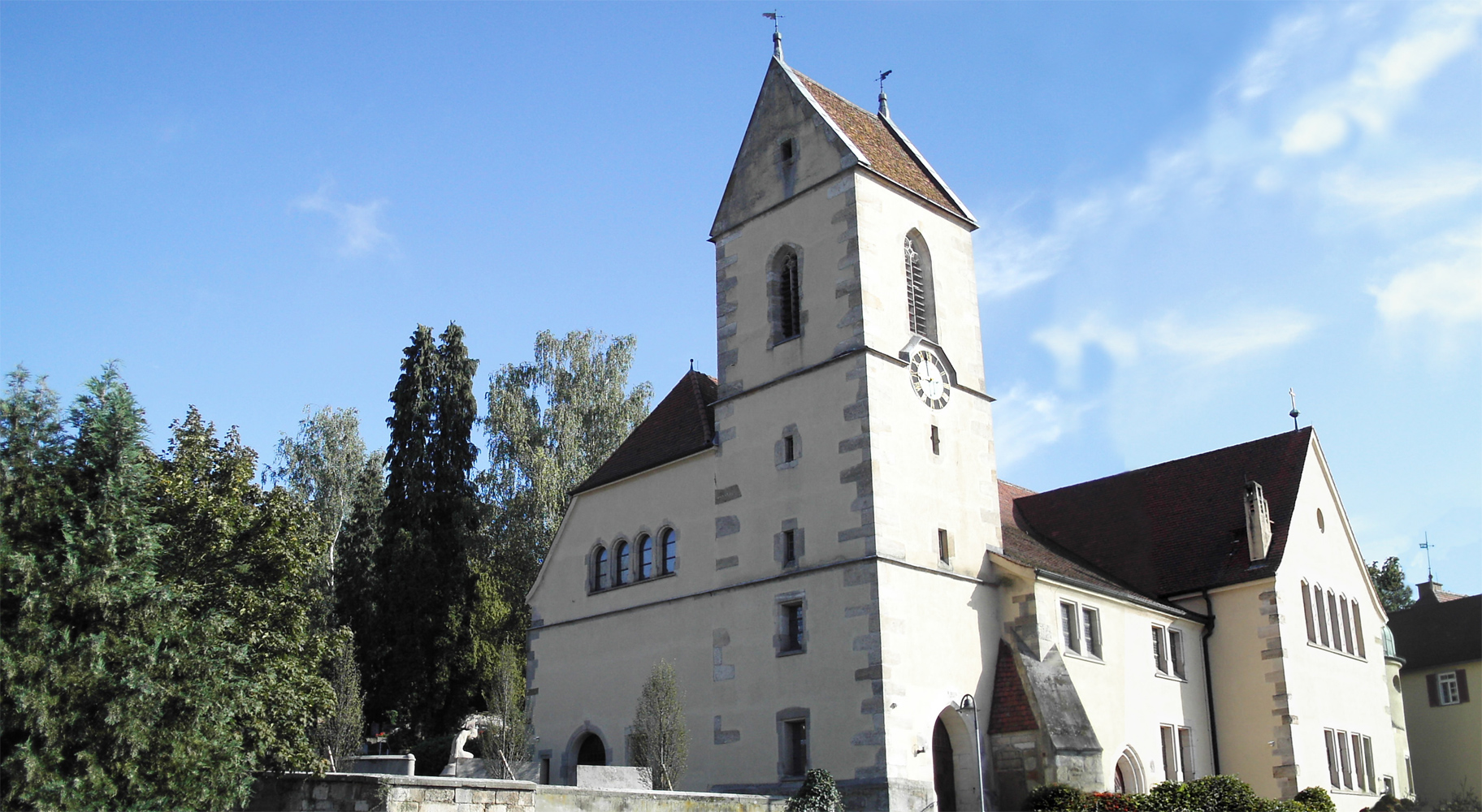
マウリティウス教会

マウリティウス教会の塔は1422年に建設された。マウリティウス教会の塔を構成している砂岩は、リュッツェルバッハタールで切り出されたものである。フィルスタールに鉄道が通ると、こうした角石が貨物列車に積み込まれ、ウルム大聖堂再建のためにウルムに運ばれた。教会内部は小さすぎたため、1905年から1907年にシュトゥットガルトの建築家リヒャルト・ベクレンとカール・ファイルの設計に基づいてユーゲントシュティール様式で拡張が行われた。現在この教会には約1000席が用意されている。特別に美しいユーゲントシュティール様式の外観を持つ価値の高いオルガンは、1982年に多額の費用を掛けてリニューアルされた。教会内部は1997年に徹底的な修復がなされ、これと同時に1954年の修復で失敗した修正箇所が撤去され、本来の形に直された。マウリティウス教会は現在、南ドイツ地方では数少ないユーゲントシュティール様式の宗教建築の1つである。牧師館、泉のある教会前広場、裏手にある墓地を含めたマウリティウス教会は、保護文化財に指定されたアンサンブルを形成している。

#### カトリックの聖ミヒャエル教会
宗教改革までライヒェンバッハはカトリックの町であったが、1534年にウルリヒ公が宗教改革を行うと、その臣下もプロテスタント化した。20世紀の初めになってやっとカトリック信者の数が増え、1950年頃、特に第二次世界大戦で追放された人々や難民の流入によって、カトリック住民の数は住民の 1/3 にまで増加した。1953年にカトリック教会の建設が開始された。1954年12月4日、司教のカール・ヨーゼフ・ライプレヒトがこの教会を大天使聖ミカエルに献堂した。この教会は1988年に修復され、約550人を収容できる。この他に寄付で購入された5つの鐘が1962年から音を響かせている。

#### 福音主義ジーゲンベルク教会
1921年、この教会組織には10人の信者がおり、その1年後に最初の礼拝が行われた。1934年にシュトゥットガルター通りに礼拝所が設けられ、その後バルトマンスヴァイラー通りに移転した。信者数が60人になると、そこも手狭になり、教会の建設が決まった。教会は1956年10月27日に完成した。パウリーネン通りにあるこの教会は1988年から1989年に修復された。この教会には120人が収容できる。

#### 新使徒教会
1921年、ライヒェンバッハにはこの宗教団体に10人が参加しており、その1年後に最初の礼拝が行われた。1934年までシュトゥットガルター通りにあったこの施設は、その後バルマンスヴァイラー通りに移転した。信者数が60人となり、そこも手狭になったため教会を建設することを決めた。教会は1956年10月27日に完成した。パウリーネン通りのこの建物は1988年から1989年に修復が行われた。現在、信者数は120人である。

### ライヒェンバッハの町役場
ライヒェンバッハの最初の町役場が建設された時期は定かではないが、1500年頃であろうと推測されている。場所は、当時はまだ古い川筋（現在のゼー通り）を流れていたフィルス川の近くであった。この川は1696年に約 800 m 南に移動された。1739年には、町役場は（老朽化により）悲惨な状態で命の危険を冒して出入りしなければならないほどだ、という報告がなされている。しかし新しい町役場建設が決まるまでその後8年を要した。1751年に新しい町役場が完成したが、1823年には再び手狭になり修復が必要になった。そこで根本的な改築と拡張が行われた。1900年以降、この建物は再び手狭になったが、屋根裏階を拡張することで対応した。町議会は1959年に新しい町役場の建設を決定し、1961年9月4日に工事が始まった。新しい建物は1964年5月29日に完成した。古い町役場は、その土地にジュートヴェスト銀行が社屋の建設を希望したため取り壊された。旧町役場の鐘は新町役場の入口にあり、時計塔はブルネンシューレで音を響かせている。

### ロシア人墓地
第二次世界大戦中、ライヒェンバッハには駅の近くにロシア人強制労働者の収容施設があった。資料によって違いがあるが、ここには600人から1,900人が収容され、ドイツ国営鉄道での労働を強いられた。収監中に亡くなった11人の強制労働者は市営墓地に埋葬されたが、他の28人（15人の子供を含む）は町の外れに固有の墓地が設けられた。

### 映画館
20世紀半ば、この町には3つの映画館があった。「ツェントラル＝リヒトシュピーレ」は1953年に開館した。同じく1953年にヴィルヘルム通りに2館目の映画館「ノイエ・フィルムテアター」が開館した。この常設の2つの映画館に加えて、朱抹には体育協会のホールで出張映画館が開かれるようになった。最後の映画館はヴィルヘルム通りで1968年にその扉を閉ざした。

### ブリュールハレ
鉄道沿いに1907年に体育協会によって建設されたこのホールは、ほぼ70年間体育館あるいは祝祭ホールとして、大きなイベントの会場として利用された。連邦道10号線が建設される際、この建物は取り壊された。1982年5月15日、新しいブリュールハレが完成した。建設費用は約1千万ドイツマルクであった。

### フライバート・イム・グリューネン（緑の中の屋外プール）
この屋外プールは1976年5月29日にオープンした。この日、当時の連邦教育・研究省の政務次官で、後の連邦交通大臣フォルカー・ハウフから小切手が渡され、市長のリヒャルト・ゼーガーが燕尾服とシルクハット姿で飛び込み台から水に飛び込んだ。このプールは25年間で500万人以上の水浴客が入口を通った。1951年にはすでに。フィルス川とオットー紡績工場の工業用水路の堤防近くに屋外プールが存在していた。連邦道10号線建設のためにこのインゼルバートは閉鎖された。

## トリビア
2013年の映画「Dampfnudelblues」では、いくつかのシーンで、チョークで「ライヒェンバッハ・アン・デア・フィルス」と書かれた壁板が写されている。さらに板には「犯行時刻1時頃」「ドライ＝タンネン＝ヴェーク」と書かれている。実際に1988年4月23日の1時頃に55歳の女性がライヒェンバッハのドライタンネンヴェークで殺害されている。

## 関連図書
- Rudolf Moser, ed (1844). “Gemeinde Reichenbach”. Die Württembergischen Oberamtsbeschreibungen 1824–1886. Band 20. Stuttgart / Tübingen: Cotta’sche Verlagsbuchhandlung. pp. 273–276
- Wilhelm Böhringer (1968). Heimatbuch Reichenbach an der Fils. Bürgermeisteramt
- Landesarchiv Baden-Württemberg i. V. mit dem Landkreis Esslingen, ed (2009). Der Landkreis Esslingen Bd. 2., B, Die Gemeinden, historische Grundlagen und Gegenwart (Fortsetzung) : Großbettlingen bis Wolfschlugen. Ostfildern: Jan Thorbecke Verlag. p. 393. ISBN 978-3-7995-0842-1
- Joachim Scherrieble. Reichenbach an der Fils unterm Hakenkreuz – ein schwäbisches Industriedorf in der Zeit des Nationalsozialismus. Tübingen: Silberburg Verlag. ISBN 978-3-87407-201-4
- Helmut Wurster; Heinz Munz (2001). Gemeinde Reichenbach an der Fils. ed. Reichenbach : eine Gemeinde ändert ihr Gesicht [Bilder – Anekdoten – Geschichtliches]. Kirchheim unter Teck: Gottlieb & Osswald